# 伏爾加格勒大道站
伏爾加格勒大道站（羅馬化：Volgogradsky prospekt）是莫斯科地鐵塔甘卡－紅普列斯尼亞線的車站，開通於1966年12月31日。站名取自於附近的伏爾加格勒大道。

## 外部連結
- metro.ru （页面存档备份，存于）
- mymetro.ru
- KartaMetro.info — Station location and exits on Moscow map (English/Russian)